# 10994 Fouchard
10994 Fouchard è un asteroide della fascia principale. Scoperto nel 1978, presenta un'orbita caratterizzata da un semiasse maggiore pari a 2,9036789 UA e da un'eccentricità di 0,0083062, inclinata di 2,44569° rispetto all'eclittica.